# 中山增六
武仙座107，又名BD+28 2981，HD 168914、SAO 85957、HR 6877，是武仙座的一颗恒星，视星等为5.12，位于銀經56.4，銀緯18.86，其B1900.0坐标为赤經18h 17m 6.9s，赤緯+28° 18.86′ 20″。